# テウォンメディア
大元メディア（Daewon Media 韓国名: 대원미디어）は、アニメーションの企画、制作を主な事業内容とする韓国の企業である。また、日本のアニメや漫画やビデオゲームなどのローカライズも行っている。

## 沿革・概要
- 商号：대원미디어(주)
- 設立：1977年12月6日
- 代表：정욱（鄭煜、ジョン・ウク）、정동훈 (ジョン・ドンフン)
- 本社所在地：ソウル特別市龍山区漢江大路23ギル55アイパークモール6階

韓国のアニメーターだった鄭煜、金大中（後に世映動画を設立、2017年9月13日死去）が1973年に設立した『元プロダクション』、『大元プロダクション』を経た後、1977年に『大元動画』として設立した。
同年、東映動画（現・東映アニメーション）と提携。東映動画作品の作画下請けなどを行うようになり、『惑星ロボ ダンガードA』、『宇宙海賊キャプテンハーロック』、『SF西遊記スタージンガー』、『円卓の騎士物語 燃えろアーサー』などにグロス請けとして関わる。また、東映動画作品以外にも東映動画を通して国際映画社作品の作画にも関わっており、『J9シリーズ』、『めちゃっこドタコン』、『若草の四姉妹』、『ハニーハニーのすてきな冒険』に参加している。指導として東映動画から菊池城二などが出向しており、この頃グロス請けしていた物は全て菊池が作画監督を担当している。
1981年頃になると、自社のアニメーターである朴雪享（大木雪享）や洪在鎬（塩沢洪世）などが作画監督を務める事も多くなり、『J9シリーズ』、『機甲艦隊ダイラガーXV』、『魔境伝説アクロバンチ』、『光速電神アルベガス』、『ビデオ戦士レザリオン』などでいずれも多くの話数でグロス請けとして関わっている。さらに、この頃から下請けではなく、韓国で元請けの劇場作品を手がけるようになる。
1985年以降は再び東映動画を通してアメリカアニメの下請けも手掛けるようになり、マーベル・プロダクション、ルビー・スピアーズ、DICエンターテイメント、ハンナ・バーベラ・プロダクションなどが制作した『戦え!超ロボット生命体トランスフォーマー』、『スーパーマン（1988年TV版）』、『ミュータント・タートルズ』などの作品に参加。
1987年、韓国初のテレビアニメーション『流れ者カッチ』を手がけて以降、テレビアニメーションの元請け制作が主となる。
1988年になると、韓国での労働費の高騰や、TVアニメーションの元請けを手がけるようになった為、東映動画との提携を解消した。
2000年、社名を「大元C&A」に変更。
2002年、任天堂のライセンスを得て、ニンテンドー ゲームキューブとゲームボーイアドバンスのハード・ソフト、『ポケットモンスター 金・銀』のソフトを販売。
2003年、コナミと提携し、『遊☆戯☆王OCG』を販売。
2007年、「大元メディア」に変更。
2009年にアタリコリアからバンダイナムコパートナーズコリアに社名変更する形でバンダイナムコゲームスは韓国に進出するが、それでも『クレヨンしんちゃん』などのキャラクターゲームにおける韓国語ローカライズ版はそれとは関係なく当社からの販売が一貫されている。

## 作品履歴

### テレビアニメ
| 放送年 | 作品名                    | 備考 |
| ------ | ------------------------- | --- |
| 1987年 | 流れ者カッチ              | 共同制作 - 新元動画、世映動画                                                                           |
| 1987年 | 走れホドリ                | - 1988年                                                                                                |
| 1988年 | カッチの翼                | |
| 1988年 | 走れハニー                | |
| 1989年 | 天方地軸ハニー            | |
| 1990年 | ヨンシミ                  | |
| 1992年 | 地球は緑の星              | |
| 1993年 | 魔法使いの息子コリー      | |
| 1994年 | 愛の学校                  | - 1995年                                                                                                |
| 1996年 | ダッチとプク              | |
| 1998年 | 虹の戦記イリス            | - 1999年                                                                                                |
| 2001年 | 仰天人間バトシーラー      | - 2002年、製作・制作協力 アニメーション制作 - グループ・タック                                          |
| 2003年 | さいころボット コンボック | - 2004年、製作 アニメーション制作 - CINEPIX、XEBEC                                                      |
| 2004年 | バンパーキングザッパー    | 製作、アニメーション制作 - FXデジタル                                                                   |
| 2006年 | クリスタル妖精Z-SQUAD     | - 2007年、製作 アニメーション制作 - ENEM、ネルバナ                                                      |
| 2008年 | うちの3姉妹               | - 2010年、製作 アニメーション制作 - 東映アニメーション、STUDIO ANIMAL                                   |
| 2008年 | マジャイネーション        | - 2011年、製作 アニメーション制作 - クッキー・ジャー、同友アニメーション                                |
| 2010年 | 鉄拳戦士アイアン・キッド  | - 2011年、製作 アニメーション制作 - デザインストーム                                                    |
| 2012年 | パブー&モジーズ           | - 2013年、製作・企画、共同製作 - セガトイズ アニメーション制作 - ウィーヴ(ゼロジー)、同友アニメーション |
| 2012年 | GON -ゴン-                | - 2015年、製作・企画、共同製作 - 講談社                                                                 |
| 2022年 | タイムトラベラー・ルーク  | 製作、アニメーション制作 - エニザック                                                                   |
| 2025年 | MUZIK TIGER In the Forest | 製作、共同製作 - シンエイ動画 アニメーション制作 - TOHO animation STUDIO                                |

#### 制作協力
実際には明確に社名表記されている作品以外にも、1977年から80年代の東映動画及び国際映画社のテレビシリーズに多く携わっている。
| 放送年 | 作品名                                       | 制作元請                                  | 備考                                   |
| ------ | -------------------------------------------- | ----------------------------------------- | -------------------------------------- |
| 1976年 | キャンディ♡キャンディ                        | 東映動画                                  | - 1979年                               |
| 1977年 | 惑星ロボ ダンガードA                         | 東映動画                                  | - 1978年                               |
| 1977年 | アローエンブレム グランプリの鷹              | 東映動画                                  | - 1978年                               |
| 1978年 | 宇宙海賊キャプテンハーロック                 | 東映動画                                  | - 1979年                               |
| 1978年 | SF西遊記スタージンガー                       | 東映動画                                  | - 1979年                               |
| 1978年 | 銀河鉄道999                                  | 東映動画                                  | - 1981年                               |
| 1979年 | 円卓の騎士物語 燃えろアーサー                | 東映動画                                  | - 1980年、各話制作協力                 |
| 1982年 | 機甲艦隊ダイラガーXV                         | 東映動画                                  | - 1983年、各話制作協力                 |
| 1983年 | 光速電神アルベガス                           | 東映動画                                  | - 1984年、各話制作協力                 |
| 1984年 | ビデオ戦士レザリオン                         | 東映動画                                  | - 1985年、各話制作協力                 |
| 1985年 | 地上最強のエキスパートチーム G.I.ジョー      | マーベル・プロダクション 東映動画         | - 1986年、各話制作協力                 |
| 1985年 | 戦え!超ロボット生命体トランスフォーマー      | マーベル・プロダクション 東映動画         | - 1986年、シーズン2各話制作協力        |
| 1986年 | Defenders of the Earth                       | マーベル・プロダクション 東映動画         | 各話制作協力                           |
| 1986年 | Rambo: The Force of Freedom                  | ルビー・スピアーズ                        | 各話制作協力                           |
| 1987年 | Foofur                                       | ハンナ・バーベラ・プロダクション 東映動画 | シーズン2各話制作協力                  |
| 1988年 | アニメ ゴーストバスターズ                    | DICアニメーション・シティ 東映動画        | シーズン4各話制作協力                  |
| 1988年 | Superman                                     | ルビー・スピアーズ 東映動画               | 各話制作協力                           |
| 1990年 | Fox's Peter Pan & the Pirates                | サザンスター 東京ムービー新社             | - 1991年、各話制作協力                 |
| 1993年 | ミュータント・タートルズ                     | フレッド・ウルフ・フィルム                | - 1996年、シーズン7・8・10各話制作協力 |
| 1994年 | Budgie the Little Helicopter                 | フレッド・ウルフ・フィルム                | - 1996年、各話制作協力                 |
| 1996年 | Skysurfer Strike Force                       | ルビー・スピアーズ 葦プロダクション       | シーズン2各話制作協力                  |
| 1996年 | マスク                                       | フィルム・ローマン                        | - 1997年、シーズン2・3各話制作協力     |
| 1996年 | Bruno the Kid                                | フィルム・ローマン                        | - 1997年、各話制作協力                 |
| 1998年 | The Secret Files of the Spy Dogs             | サバン・エンターテイメント                | - 1999年、各話制作協力                 |
| 1999年 | Sherlock Holmes in the 22nd Century          | DICプロダクション                         | - 2001年、各話制作協力                 |
| 2002年 | わがまま☆フェアリー ミルモでポン!            | スタジオ雲雀                              | - 2003年、制作協力                     |
| 2003年 | わがまま☆フェアリー ミルモでポン! ごおるでん | スタジオ雲雀                              | - 2004年、制作協力                     |

### 劇場アニメ
| 公開年 | 作品名                            | 備考                             |
| ------ | --------------------------------- | -------------------------------- |
| 1982年 | 未来少年クンタ バミューダ5000年   |                                  |
| 1983年 | トッコ・タク 太陽に向かって投げろ |                                  |
| 1983年 | 銀河伝説テラ                      |                                  |
| 1984年 | 俺の名前はトッコ・タク            |                                  |
| 1985年 | ビデオレンジャー007               | ビデオ戦士レザリオンの海賊版作品 |
| 1985年 | トッコ・タク 再び見つけたマウンド |                                  |
| 1985年 | 無敵鉄人ラムボット                |                                  |
| 1986年 | カクシタル                        |                                  |
| 1993年 | 町の無法者                        |                                  |
| 1995年 | 赤い鷹                            |                                  |

#### 制作協力
| 放送年 | 作品名                                                   | 制作元請 | 備考               |
| ------ | -------------------------------------------------------- | -------- | ------------------ |
| 1983年 | 宇宙戦艦ヤマト 完結編                                    | 東映動画 | 協力プロダクション |
| 1985年 | オーディーン 光子帆船スターライト                        | 東映動画 | 協力プロダクション |
| 1986年 | 北斗の拳                                                 | 東映動画 | 協力プロダクション |
| 1987年 | セントエルモ 光の来訪者                                  | 東映動画 | 協力プロダクション |
| 1988年 | 聖闘士星矢 真紅の少年伝説                                | 東映動画 | 協力プロダクション |
| 1994年 | ドラゴンボールZ 危険なふたり!超戦士はねむれない          | 東映動画 | 協力プロダクション |
| 1994年 | Dr.スランプ アラレちゃん ほよよ!!助けたサメに連れられて… | 東映動画 | 協力プロダクション |
| 1994年 | スラムダンク                                             | 東映動画 | 協力プロダクション |
| 1994年 | ドラゴンボールZ 超戦士撃破!!勝つのはオレだ               | 東映動画 | 協力プロダクション |
| 1994年 | Dr.スランプ アラレちゃん んちゃ!!わくわくハートの夏休み  | 東映動画 | 協力プロダクション |
| 1994年 | スラムダンク 全国制覇だ! 桜木花道                        | 東映動画 | 協力プロダクション |
| 1994年 | 蒼き伝説 シュート!                                       | 東映動画 | 協力プロダクション |
| 1994年 | 劇場版 美少女戦士セーラームーンS                         | 東映動画 | 協力プロダクション |
| 1995年 | スラムダンク 吠えろバスケットマン魂!! 花道と流川の熱き夏 | 東映動画 | 協力プロダクション |

### 実写作品
| 放送年 | 作品名                             | 備考                            |
| ------ | ---------------------------------- | ------------------------------- |
| 1998年 | 地球勇士ベクターマン               | - 1999年、製作                  |
| 2004年 | 守護戦士マックスマン               | - 2005年、配給                  |
| 2017年 | 獣電戦隊キョウリュウジャーブレイブ | 製作、共同製作 - 東映、バンダイ |
| 2023年 | アーマードサウルス                 | - 2024年、製作                  |

## 主な出版物

### 漫画
- ミルモでポン!（미르모 퐁퐁퐁（ミルモ ポンポンポン!））
- カードキャプターさくら（카드캡터 체리）
- とっとこハム太郎（방가방가 햄토리）
- ドラゴンボール（드래곤 볼）
- ヒカルの碁（고스트 바둑왕 - 히카루의 바둑）
- 犬夜叉（이누야샤）
- ガンダム（건담）
- NARUTO -ナルト-（나루토)
- ONE PIECE（원피스）
- らんま1/2（란마1/2）
- X（엑스)
- 遊☆戯☆王（유희왕）
- Dr.スランプ（닥터슬럼프）
- ドラえもん（[도라에몽）
- ポケットモンスター（포켓몬스터）
- デジタルモンスター（디지몬）
- クラッシュギア（크러시 기어）
- 美少女戦士セーラームーン（달의 요정 세일러문）
- SLAM DUNK（슬램덩크）

### フィルムコミックス
- わがまま☆フェアリー ミルモでポン!（Mirmo!、미르모 퐁퐁퐁（ミルモ ポンポンポン!））
- カードキャプターさくら（Cardcaptor Sakura、카드캡터 체리）
- とっとこハム太郎（Hamtaro、방가방가 햄토리）
- ドラゴンボール（Dragon Ball、드래곤 볼）
- NARUTO -ナルト-（NARUTO、나루토）
- ONE PIECE（ONE PIECE、원피스）
- 遊☆戯☆王（Yu-Gi-Oh!、유희왕）
- 犬夜叉（InuYasha、이누야샤）
- となりのトトロ（My Neighbor Totoro、이웃집 토토로）
- 天空の城ラピュタ（Castle in the Sky、천공의 성 라퓨타）
- ハウルの動く城（Howl's Moving Castle、하울의 움직이는 성）
- 千と千尋の神隠し（Spirited Away、센과 치히로의 행방불명）
- Dr.スランプ（Dr. Slump、닥터 슬럼프）
- ドラえもん（Doraemon、도라에몽）
- ポケットモンスター（Pokémon、포켓몬스터）
- デジタルモンスター（Digimon、디지몬）
- クラッシュギア（Crush Gear、크러시 기어）
- 美少女戦士セーラームーン（Sailor Moon、달의 요정 세일러문）
- SLAM DUNK（Slam Dunk、슬램덩크）

## 関連人物
- 鄭煜
- 金大中（金子大）
- 咸旭鎬
- 安鉉東
- 黄貞烈
- 洪在鎬（塩沢洪世、塩沢中世、塩沢洪大、塩沢洪元、塩沢大助）
- 朴雪享（ほお雪享、大木雪享）
- 金周仁（金本周二）
- 沈相日（しんそういち）

### ブランド
- 遊☆戯☆王OCG 韓国公式 ホームページ